# 栗色單鰭七鰓鰻
栗色單鰭七鰓鰻（學名：Ichthyomyzon castaneus），又稱栗色魚吸鰻，為圓口綱七鰓鰻目七鰓鰻科單鰭七鰓鰻屬的一種，分布於北美洲哈德遜灣、勞倫森大湖和墨西哥灣淡水流域，成魚軀幹肌節49-58，它的嘴無頜，比頭部更寬，長有許多堅固細長的牙齒，口上板，1-5顆牙齒，通常2-3顆；口下板，6-13顆牙齒，通常每側有4顆內側牙齒，前葉2-5排，通常4排，第一排前牙，3顆牙齒；每側外側枝4-10排，通常6-7排；第一排後牙，通常為單尖牙，但最外側的一顆可能是雙尖牙；橫舌板頂可變，線性或弱W 形，具有多個尖頭，中間的尖頭不擴大，背部呈棕褐色至黃橄欖色，側面、腹部和鰭的顏色較淺，產卵後呈藍黑色，尾鰭圓形，體長可達38公分，壽命可達8年，棲息在溪流及湖泊底層，Ammocoete幼魚躲藏在砂石中，以藻類及有機碎屑為食，產卵期為六月至七月，一生只交配一次，之後不久就會死亡，成魚會吸附在其他魚類的體側，吸食其體液。